# 廊坊事件

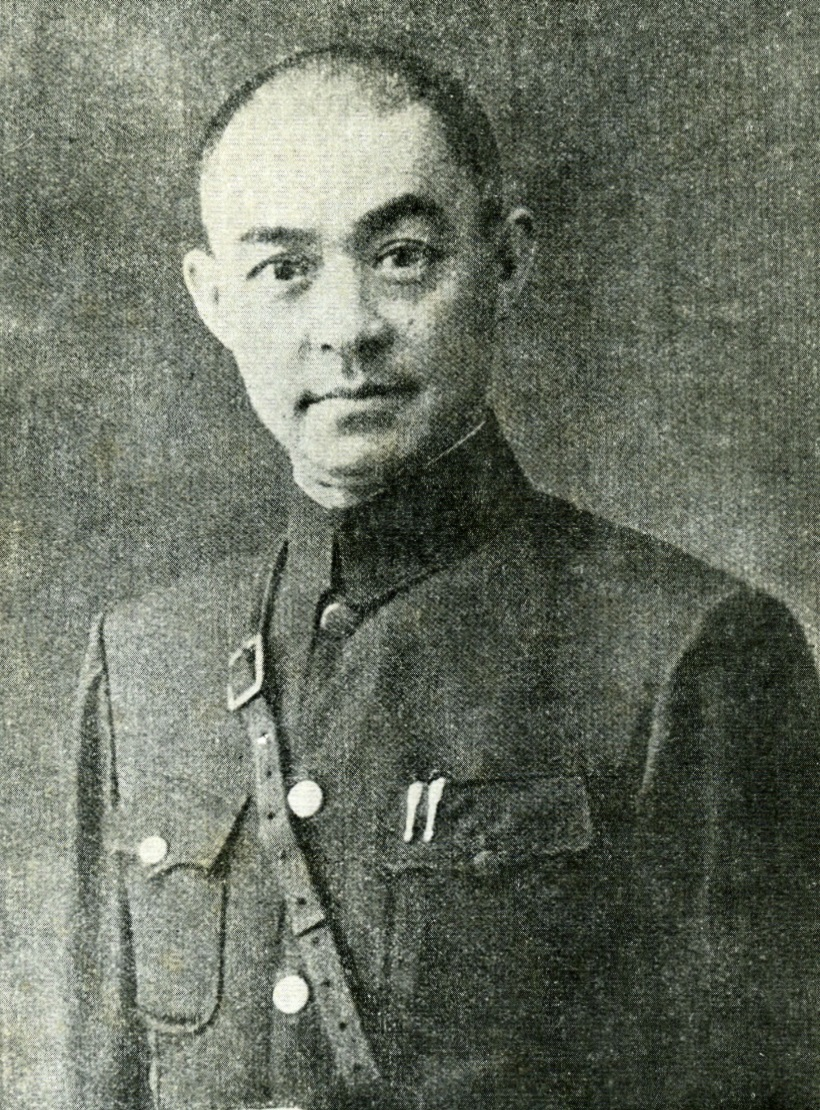
国民革命軍第二十九軍第三十八師師長張自忠

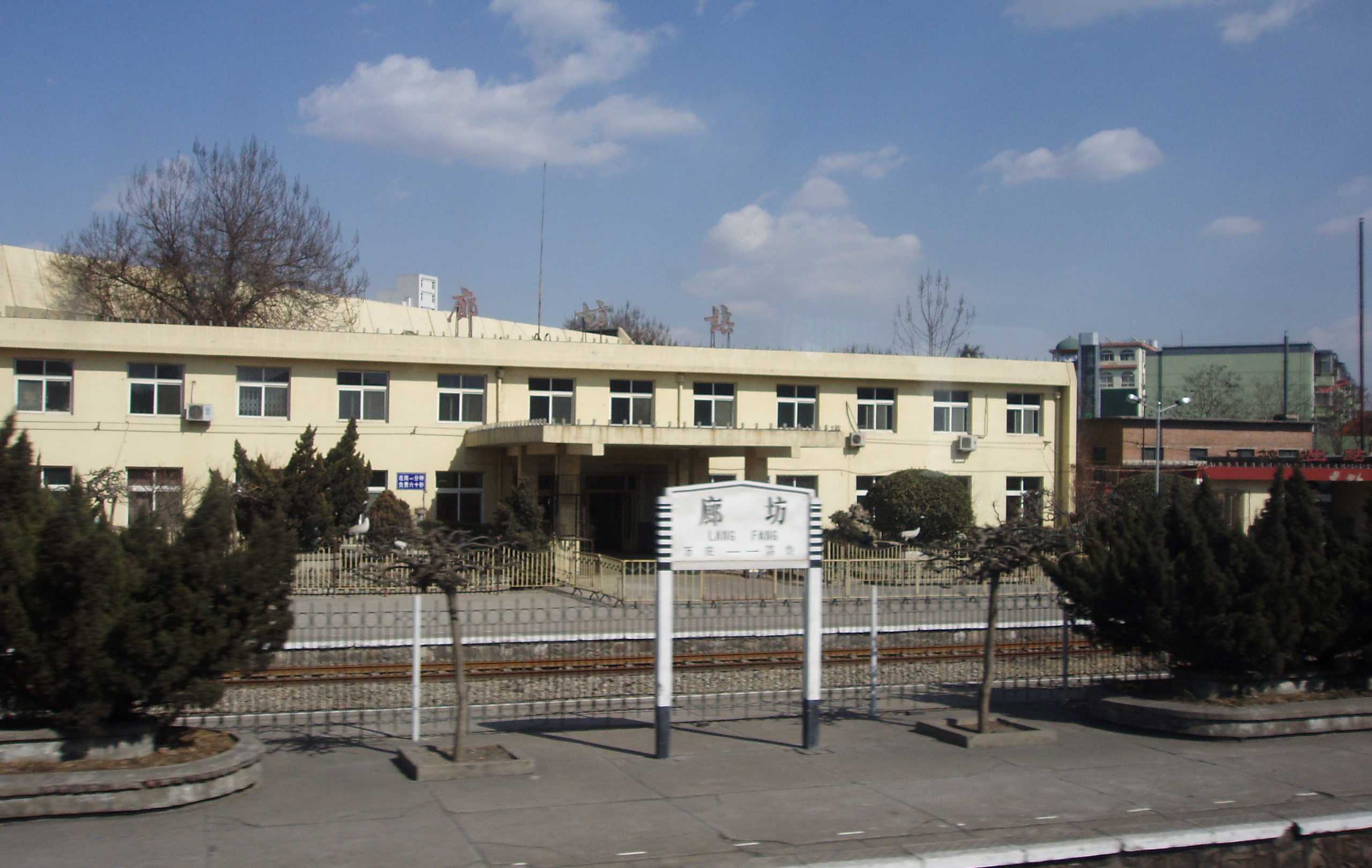
2006年3月現在の廊坊駅

廊坊事件（ろうぼうじけん）は、1937年（昭和12年）7月25日から26日に中華民国の北平市（現：北京市）近郊の安次県（現：廊坊市）にある廊坊駅（現在の廊坊北駅）で発生した日中間の武力衝突。郎坊事件と表記される場合もある。

## 位置付け
7月7日夜の盧溝橋事件勃発後、現地停戦協定が結ばれたものの国民革命軍第二十九軍の部隊は7月13日に大紅門で日本軍トラックを爆破して4名を殺害し（大紅門事件）。7月14日には日本軍騎兵を惨殺した。
7月20日には盧溝橋城から日本軍に射撃を加え、同時に八宝山方面にあった部隊の一部も日本軍を攻撃したため日本軍も応戦するという事件を起こしていた。廊坊事件が起きたことから7月26日日本軍支那駐屯軍司令官は日本陸軍参謀総長から武力行使容認の許可を受け、盧溝橋と八宝山の部隊については27日正午、北平城内兵と西苑部隊については28日正午を期限とする退去勧告を二十九軍に出した。
しかし、北平の広安門において中国側が広安門事件を起こすと日本軍支那駐屯軍は退去勧告を取り消し、改めて冀察政務委員会委員長であり、二十九軍軍長でもあった宋哲元に対し、日本軍の軍事行使の宣言と北平城内の戦禍を避けるために中国側が全ての軍隊を城内から撤退させることを勧告し、28日早朝から北平・天津地方の中国軍に攻撃を加える為、必要な部署を用意し、広報としては河北の民衆を敵視するものではなく、列国の権益とその居留民の生命財産と安全を図り、中国北部の獲得の意図がないことを布告したが、これと同じ内容は内閣書記官長談としても発表された。駐屯軍は28日から北平周辺の中国軍に対し攻撃を開始し、天津方面では28日夜半から中国軍の攻撃が開始され、各方面で日本軍が勝利し2日間で中国軍の掃討が完了した。

## 日本側の見解
盧溝橋事件発生以来、天津北平間の日本側軍用電線は度々中国側に切断されていた。7月25日、廊坊付近で中国軍兵営内を通過する軍用電線が故障したため支那駐屯軍は前もって中国側に通報してから、通信隊とその護衛に第20師団麾下の歩兵第77連隊第11中隊（中隊長、五ノ井淀之助中尉）を付けて派遣した。部隊は午後4時半頃、廊坊に到着、付近の守備についていた国民革命軍第二十九軍第三十八師(中国語版)第百十三旅第二百二十六団と折衝を終えてから、その守備区域内を通過する日本軍の軍用電線の修理を開始した。
午後11時10分頃、中国軍が小銃と軽機関銃による発砲を開始、廊坊駅の北300メートルの中国軍兵営からは迫撃砲の砲撃が加えられたため、五ノ井部隊は応戦した。五ノ井部隊からの連絡により天津駐屯軍は歩兵第77連隊（連隊長、鯉登行一大佐）を現場に派遣し、この部隊は翌日午前6時半から午前7時半にかけて戦線に加わり、さらに北平居留民保護の為北上してきた広部部隊の協力と飛行隊による中国軍兵営への爆撃も加わり午前8時頃中国軍部隊は通州街道方面に潰走した。
この中国軍部隊はそれまで日本軍と紛争を起こしたことが無かった張自忠が師長である第三十八師所属部隊であったため日本側に油断があった。日本側の損害は戦死が下士官1名、兵3名、負傷が下士官1名、兵9名、死傷者の合計は14名であった。この事件を重く考えた駐屯軍は午前11時中央部に積極的兵力行使を申請し、参謀本部第一部長からこれを認める回答を得た。

## 中国側の見解
7月25日、日本兵約100名が廊坊駅に派遣され、「電話修理」と称して同駅を占拠した。廊坊を守備していた第38師第13旅の旅長である劉振三は撤退を要求したが、日本軍はそれを拒否。26日午前0時に、日本軍が中国軍に発砲を行い、両軍は戦端を開いた。明け方になり、日本軍機が中国軍に爆撃を加え、更に午前7時には天津から日本軍の増援が到着し、中国軍兵舎は壊滅した。午前10時に中国軍は廊坊付近から撤退した。

## 記録映画
- 支那事変海軍作戦記録